# 자기 동형탑
군론에서, 어떤 군의 자기 동형탑(自己同型塔, 영어: automorphism tower)은 자기 동형군을 반복적으로 취하여 만들어지는 군의 열이다.

## 정의
군 {\displaystyle G}의 자기 동형탑 {\displaystyle (\operatorname {Aut} ^{\alpha }(G),\phi _{\alpha \beta })}은 다음과 같은 데이터들의 튜플이다.
- 순서수 {\displaystyle \alpha }에 대하여, 군 {\displaystyle \operatorname {Aut} ^{\alpha }(G)}
- {\displaystyle \alpha \leq \beta }인 순서수 {\displaystyle \alpha ,\beta }에 대하여, 군 준동형 {\displaystyle \phi _{\alpha \beta }\colon \operatorname {Aut} ^{\alpha }(G)\to \operatorname {Aut} ^{\beta }(G)}. 또한, {\displaystyle \alpha =\beta }인 경우, {\displaystyle \phi _{\alpha \alpha }}는 항등 함수이다.

이는 초한 재귀를 통해 다음과 같이 정의된다.
- {\displaystyle \operatorname {Aut} ^{0}(G)=G}
- 따름 순서수 {\displaystyle \alpha +1}에 대하여,
  - {\displaystyle \operatorname {Aut} ^{\alpha +1}(G)=\operatorname {Aut} (\operatorname {Aut} ^{\alpha }(G))}는 {\displaystyle \operatorname {Aut} ^{\alpha }(G)}의 자기 동형군이다.
  - {\displaystyle \phi _{\alpha ,\alpha +1}\colon \operatorname {Aut} ^{\alpha }(G)\to \operatorname {Aut} ^{\alpha +1}(G)}는 임의의 {\displaystyle g\in \operatorname {Aut} ^{\alpha }(G)}를 그에 대응하는 내부 자기 동형 {\displaystyle \phi _{\alpha ,\alpha +1}(g)\colon h\mapsto ghg^{-1}}으로 보내는 자연스러운 군 준동형이다.
- 극한 순서수 {\displaystyle \alpha }에 대하여, {\displaystyle (\operatorname {Aut} ^{\alpha }(G),(\phi _{\beta \alpha })_{\beta <\alpha })}는 유향 체계 {\displaystyle ((\operatorname {Aut} ^{\beta }(G))_{\beta <\alpha },(\phi _{\beta \gamma })_{\beta \leq \gamma <\alpha })}의 귀납적 극한이다.

군 {\displaystyle G}의 자기 동형탑 높이(영어: automorphism tower height) {\displaystyle \tau _{\operatorname {Aut} }(G)}는 다음 조건을 만족시키는 최소의 순서수이다.
- {\displaystyle \phi _{\tau _{\operatorname {Aut} }(G),\tau _{\operatorname {Aut} }(G)+1}}는 군의 동형이다. 즉, {\displaystyle \operatorname {Aut} ^{\tau _{\operatorname {Aut} }(G)}(G)}는 완비군이다.

이 경우, 임의의 순서수 {\displaystyle \beta \geq \alpha \geq \tau _{\operatorname {Aut} }(G)}에 대하여 {\displaystyle \phi _{\alpha \beta }}는 군의 동형이다. 즉, {\displaystyle \tau _{\operatorname {Aut} }(G)}는 자기 동형탑을 만드는 과정이 멈추는 시점이다.

## 성질

### 무중심군
임의의 군 {\displaystyle G}에 대하여, 그 내부 자기 동형군은 자기 동형군의 정규 부분군을 이룬다. 만약 {\displaystyle G}의 중심이 자명군이라면, 그 내부 자기 동형군의 자기 동형군에서의 중심화 부분군은 자명군이다.
{\displaystyle \operatorname {C} _{\operatorname {Aut} (G)}(\operatorname {Inn} (G))=1}
특히, 만약 {\displaystyle G}의 중심이 자명군이라면, {\displaystyle \operatorname {Aut} (G)}의 중심 역시 자명군이다. 자명한 중심을 갖는 조건은 자연스러운 군 준동형 {\displaystyle \phi _{0,1}\colon G\to \operatorname {Aut} (G)}이 단사 함수인 조건과 동치이다. 따라서, 자명한 중심을 갖는 군 {\displaystyle G}의 자기 동형탑
{\displaystyle G\vartriangleleft \operatorname {Aut} (G)\vartriangleleft \operatorname {Aut} (\operatorname {Aut} (G))\vartriangleleft \dotsb \vartriangleleft \operatorname {Aut} ^{\omega }(G)\vartriangleleft \operatorname {Aut} ^{\omega +1}(G)\vartriangleleft \dotsb }
은 점점 커지는 일련의 (정규) 부분군들의 열이다.
자기 동형탑이 유한·가산 시간 내에 멈출 일부 충분조건은 다음과 같다.
- 만약 {\displaystyle G}가 자명한 중심을 갖는 유한군이라면, {\displaystyle \tau _{\operatorname {Aut} }(G)<\omega }이다.
- 만약 {\displaystyle G}가 자명한 중심을 갖는 체르니코프 군(Černikov群, 영어: Chernikov group)이라면, {\displaystyle \tau _{\operatorname {Aut} }(G)<\omega }이다.
- 만약 {\displaystyle G}가 자명한 중심을 갖는 다순환군(多循環群, 영어: polycyclic group)이라면, {\displaystyle \tau _{\operatorname {Aut} }(G)<\omega _{1}}이다.
- 만약 {\displaystyle G}가 자명한 중심을 갖는 유한 생성 군이라면, {\displaystyle \tau (G)<\omega _{1}}이다.[1]:95, Theorem 1.6

임의의 무한 기수 {\displaystyle \kappa }가 주어졌다고 하자. 그렇다면, 크기 {\displaystyle \kappa }의 군 {\displaystyle G}의 자기 동형탑 높이는 {\displaystyle (2^{\kappa })^{+}} 미만이며 (여기서, {\displaystyle (2^{\kappa })^{+}}는 {\displaystyle 2^{\kappa }}의 따름 기수이다), 이는 선택 공리를 필요로 하지 않는다. 또한, 임의의 순서수 {\displaystyle \alpha <\kappa ^{+}}에 대하여, 자기 동형탑 높이가 {\displaystyle \alpha }인, 크기 {\displaystyle \kappa }의 자명한 중심을 갖는 군 {\displaystyle G}가 존재한다. 즉, {\displaystyle \kappa }에 대하여, {\displaystyle \tau _{\operatorname {Aut} }(\kappa )}가 다음 조건을 만족시키는 최소의 순서수라고 하자.
- 임의의 크기 {\displaystyle \kappa }의 자명한 중심을 갖는 군 {\displaystyle G}에 대하여, {\displaystyle \tau _{\operatorname {Aut} }(G)<\tau _{\operatorname {Aut} }(\kappa )}

그렇다면, 위 결론들에 따라 {\displaystyle \kappa ^{+}\leq \tau _{\operatorname {Aut} }(\kappa )\leq (2^{\kappa })^{+}}이다. 하지만 크기 {\displaystyle \kappa }의 자명한 중심을 갖는 군은 {\displaystyle 2^{\kappa }}개이므로, 다음과 같은 더 강한 결론이 성립한다.
{\displaystyle \kappa ^{+}\leq \tau _{\operatorname {Aut} }(\kappa )<(2^{\kappa })^{+}}
즉, {\displaystyle (2^{\kappa })^{+}}는 크기 {\displaystyle \kappa }의 무중심군의 자기 동형군 높이 {\displaystyle \tau _{\operatorname {Aut} }(G)}에 대한 ‘최적의 근사’가 아니다. 반면, 만약 {\displaystyle \kappa }가 비가산 기수라면, {\displaystyle (2^{\kappa })^{+}}는 선택 공리를 추가한 체르멜로-프렝켈 집합론에서 명제 {\displaystyle \tau _{\operatorname {Aut} }(\kappa )<(2^{\kappa })^{+}}를 증명 가능한 최소의 순서수이며, 이는 강제법을 사용하여 보일 수 있다.:245, Theorem 1.4 (이러한 일이 가능한 것은 {\displaystyle \tau _{\operatorname {Aut} }(\kappa )}의 값이 모형마다 다를 수 있기 때문이다.)

### 일반적인 군
임의의 군 {\displaystyle G}에 대하여, {\displaystyle \operatorname {Aut} ^{\alpha }(G)}의 중심이 자명군인 순서수 {\displaystyle \alpha }가 존재한다. 특히, 모든 군의 자기 동형탑은 결국 멈춘다.

## 참고 문헌
1. ↑  Thomas, Simon (1998). “The automorphism tower problem. II”. 《Israel Journal of Mathematics》 (영어) 103: 93–109. doi:10.1007/BF02762269. ISSN 0021-2172. MR 1613552. Zbl 0919.20026.
2. ↑  Kaplan, Itay; Shelah, Saharon (2009). “The automorphism tower of a centerless group without choice”. 《Archive for Mathematical Logic》 (영어) 48 (8): 799–815. arXiv:math/0606216. doi:10.1007/s00153-009-0154-2. ISSN 0933-5846. MR 2563819. Zbl 1192.03026.
3. ↑  Just, Winfried; Shelah, Saharon; Thomas, Simon (1999). “The automorphism tower problem revisited”. 《Advances in Mathematics》 (영어) 148 (2): 243–265. arXiv:math/0003120. doi:10.1006/aima.1999.1852. ISSN 0001-8708. MR 1736959. Zbl 0951.20026.